# Fábry
A Fábry című műsor egy, a Duna Televízióban látható talk show, melynek házigazdája Fábry Sándor.

## Előzmények
Fábry Sándor eredetileg ugyan a Magyar Televízió 1-es csatornáján kezdte esti show-műsorát, azonban leghuzamosabb ideig egy kereskedelmi csatornán, az RTL Klubon volt látható. Ezek nagy mértékben hasonlítottak a jelenlegire. A korábbi csatorna több mint 250 epizód és 13 év után nem folytatta a műsort. Sokáig kérdéses volt, hogy kisebb változtatásokkal folytatják-e az "Esti Showder Fábry Sándorral" c. műsort, de a humorista az MTVA M1-es csatornáján folytathatta műsorát Fábry címen.
2015. március 19-től a műsort a Duna közvetíti.

## A műsor
A kéthetente csütörtökön jelentkező műsor számottevő része stand-up comedy és beszélgetés. Számos adásban szerepet kap Szőke András, illetve Badár Sándor, akik még vidámabbá teszik a műsort. Ők már a korábbi műsorban is feltűntek. Az adásokat eleinte az M1 másnap délelőtt (szezonban) 9:55 -kor megismételte. Továbbá a Duna World csatornán is ismételték a korábbi epizódokat.

## Kritikák
A műsorról olyan információk szivárogtak ki, miszerint nem fizették ki a stábtagokat.